# SYR3: Invito Al Ĉielo
SYR3: Invito Al Ĉielo je EP americké rockové kapely Sonic Youth. Patří do řady alb vydaných pod vydavatelstvím skupiny Sonic Youth Recordings (odtud zkratka SYR v názvu). Celé album je esperantsky. Na albu spolupracoval i Jim O'Rourke, který se od této chvíle stal právoplatným členem kapely.

## Skladby
1. "Invito Al Ĉielo" – 20:54
2. "Hungara Vivo" – 6:16
3. "Radio-Amatoroj" – 29:21